# Miroslav Šik
Miroslav Šik (* 7. März 1953 in Prag) ist ein Schweizer Architekt, Architekturtheoretiker und Professor in seiner Heimatstadt Prag.

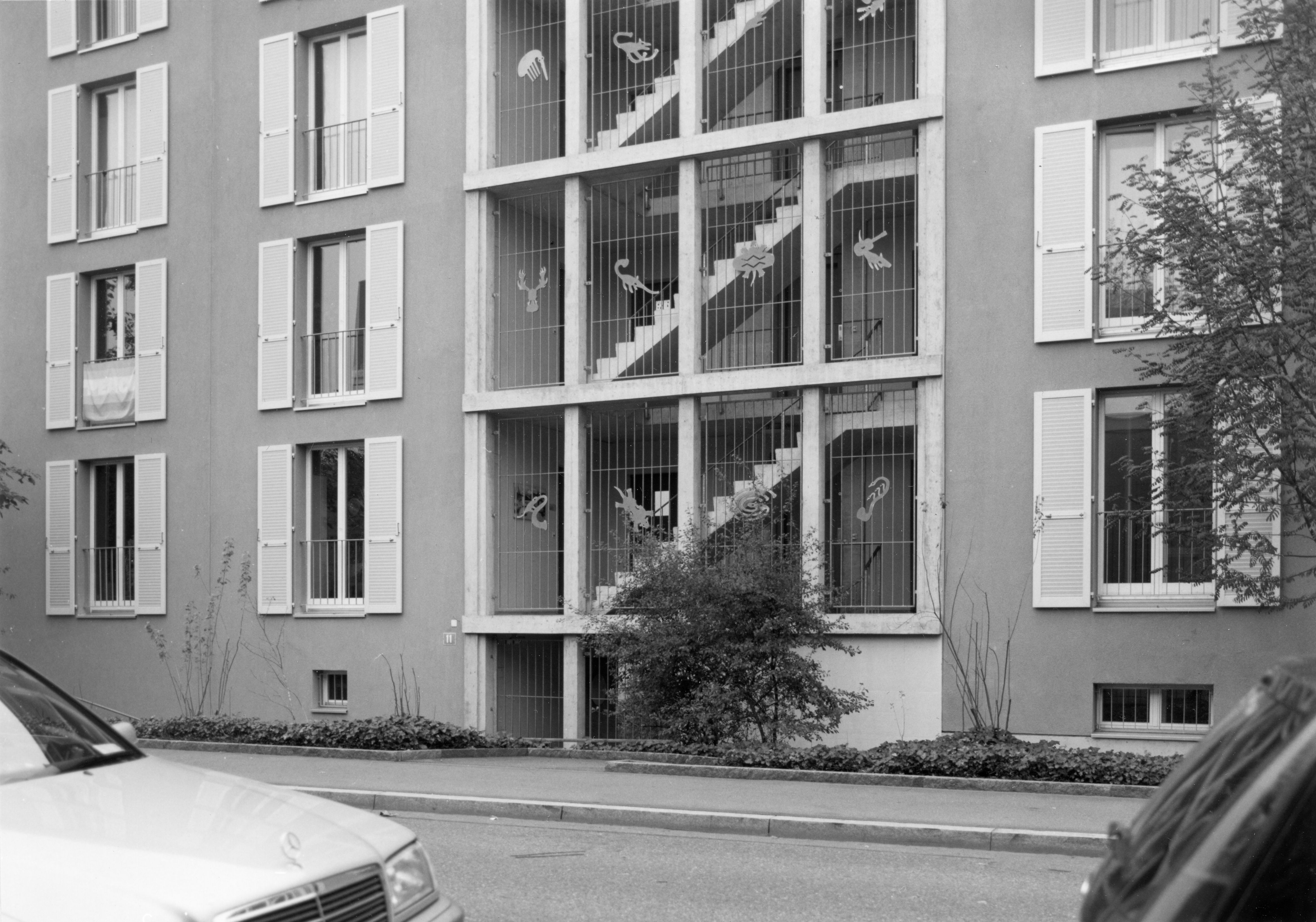
Musikerwohnhaus Bienenstrasse, Zürich

## Werdegang
Miroslav Šik wurde als Sohn des Malers und Wirtschaftswissenschaftlers Ota Šik geboren. Sein älterer Bruder war Jiří Polák. Zusammen mit seiner Familie emigrierte er nach dem Scheitern des Prager Frühlings 1968 in die Schweiz und besuchte zwischen 1968 und 1972 ein Gymnasium in Basel. Šik studierte von 1972 bis 1979 Architektur an der ETH Zürich, u. a. bei Schnebli, Rossi und Campi. Zwischen 1980 und 1983 war er neben Marcel Meili Assistent am gta-Institut der ETH Zürich und zwischen 1983 und 1991 Oberassistent bei Gastdozent und später Assistenzprofessor Fabio Reinhart. Von 1990 bis 1993 hatte er Lehraufträge in Prag und 1993 bis 1994 sowie 1998 an der EPF Lausanne inne. Von 1999 bis in die 2018 war er ordentlicher Professor an der ETH Zürich und seit 1985 Züricher Bürger. Seit 1987 führt er sein eigenes Büro in Zürich. 2012 entwarf Miroslav Šik den Schweizer Pavillon auf der 13. Architekturbiennale von Venedig.

## Analoge Altneue Architektur

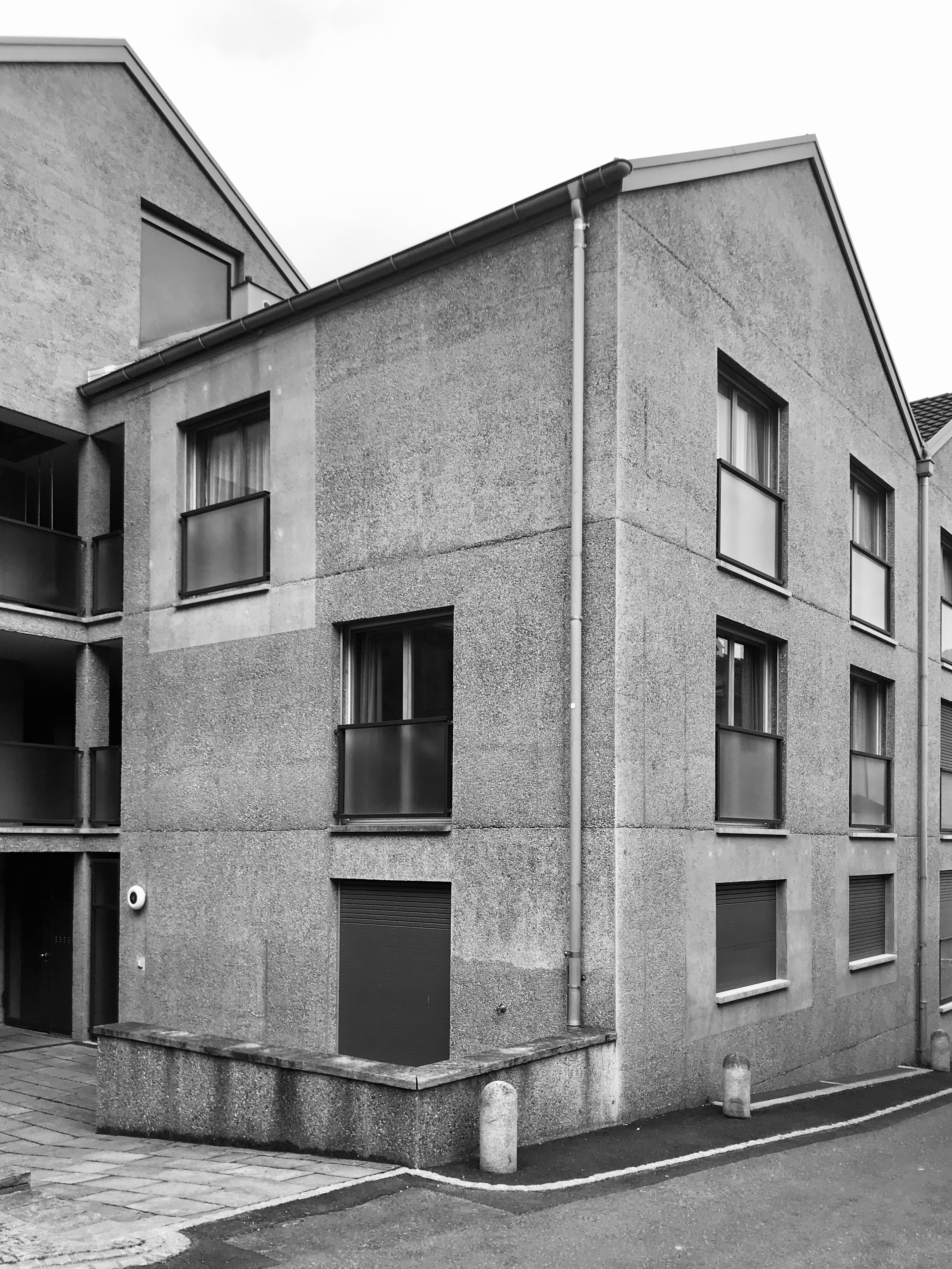
Zentrum «Bürgerhuus», Wohnen, Haldenstein

siehe Analoge Altneue Architektur

## Werk

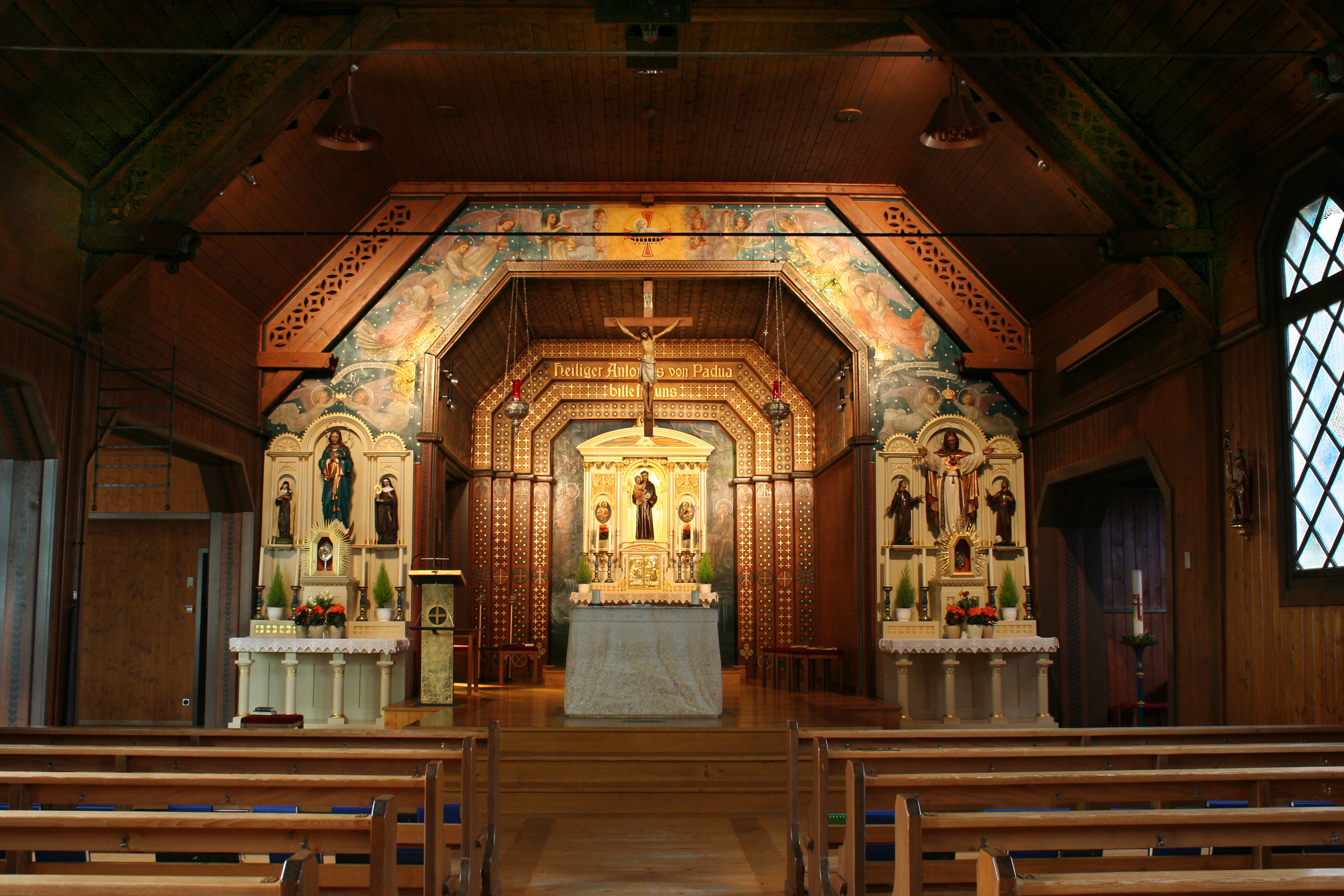
Altarraum, St. Antonius, Egg

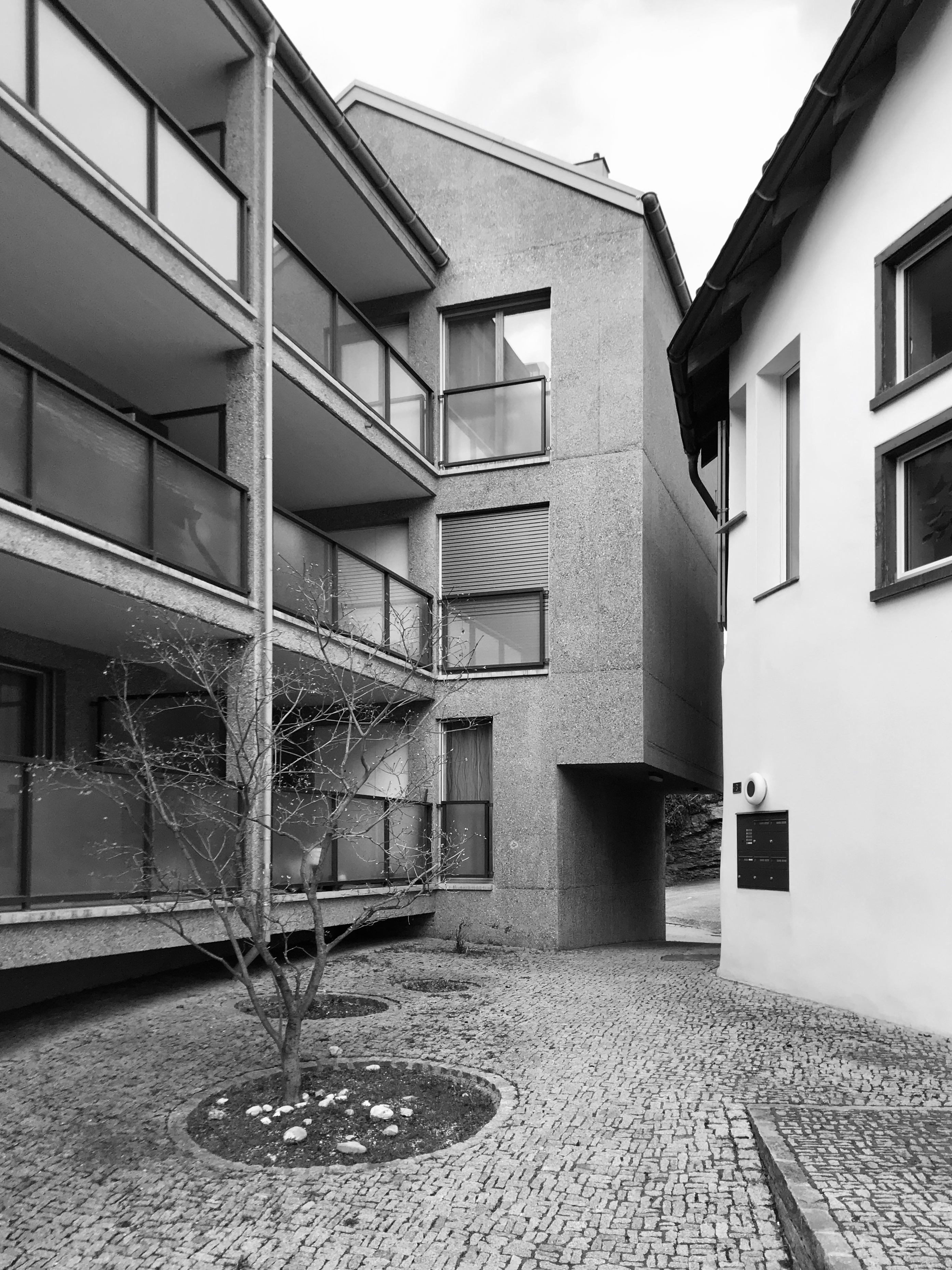
Zentrum «Bürgerhuus», Wohnen, Haldenstein

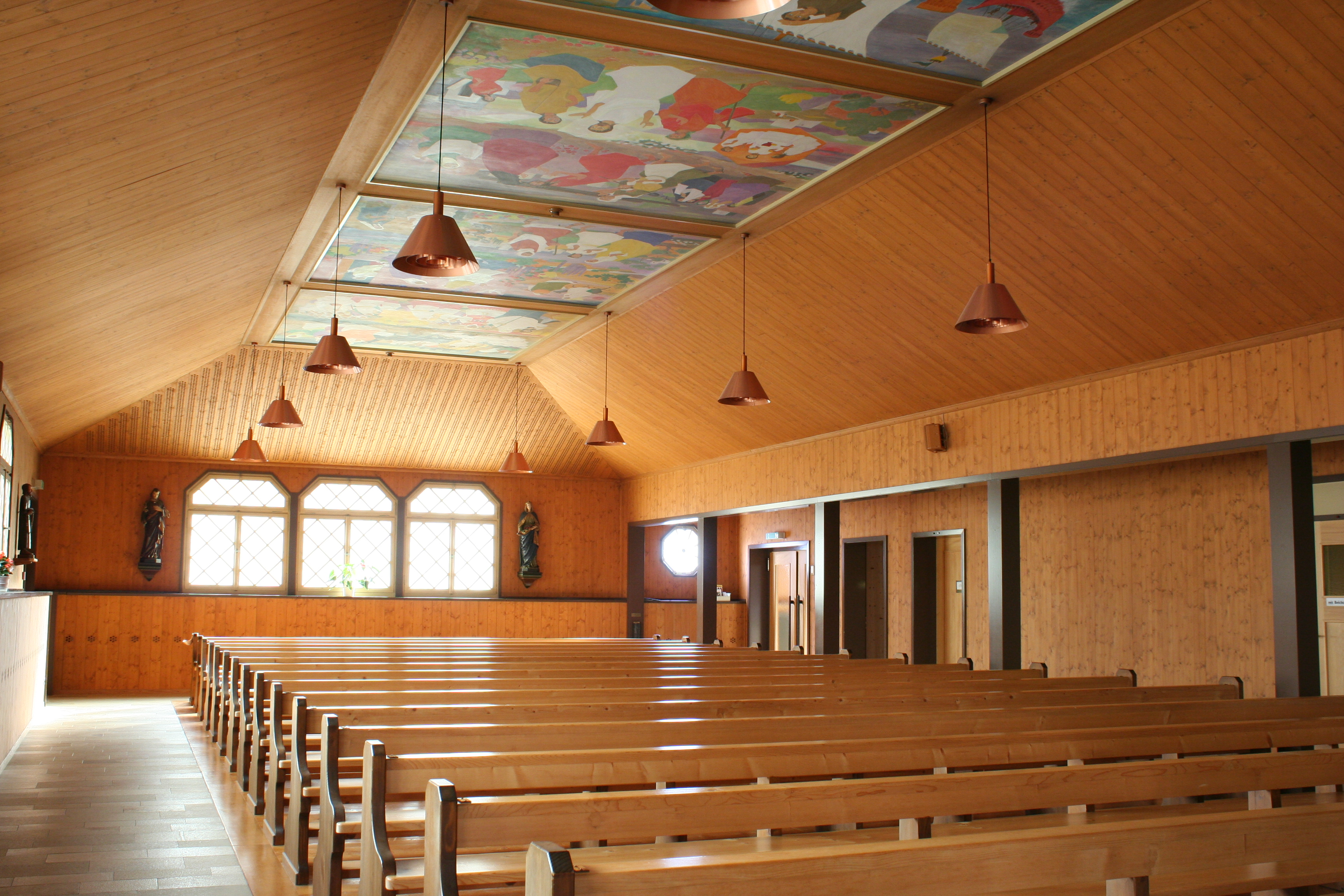
Innenraum, St. Antonius, Egg

### Schriften
- als Herausgeber: Analoge Architektur. Boga, Zürich 1987. DNB 207060134
- Altneue Gedanken: Texte und Gespräche 1987–2001. Quart Verlag, Luzern 2002. ISBN 3-907631-13-7
- als Herausgeber: And now the Ensemble!!! Lars Müller Publishers, Zürich 2012. ISBN 978-3-03778-311-5
- mit Eva Willenegger und Lukas Imhof (Hrsg.): Analoge Altneue Architektur. Quart Verlag, Luzern 2018. mit Beiträgen von Alberto Dell’Antonio, Andreas Hagmann und Christoph Mathys

### Bauten
Fotografisch dokumentierte Christian Kerez die Frühwerke von Šik.
- 1988–1997: Kath. Pfarreizentrum St. Antonius, Egg[3][4]
- 1990–1995: Kath. Kongresszentrum La Longeraie, Morges[5]
- 1992–1997: Musikerwohnhaus Bienenstrasse, Zürich[6]
- 1997–2003: Pfarrhaus St. Antonius, Egg
- 2000–2002: Elternhaus Pestalozzistrasse, Zürich
- 2000–2003: STT-Schule Kispi, Zürich
- 2003–2005: Eingangshalle Kinderspital, Zürich
- 2003–2005: Haus Sik, Trebon
- 2004–2007: Umbau Reformierte Kirche, Baden
- 2006–2008: Zentrum «Bürgerhuus», Wohnen, Alterswohnen, Haldenstein[7]
- 2007–2012: Alterswohnen Neustadt 2, Zug[8]
- 2013–2015: Häuser B, C und K des Hunziker-Areal, Zürich
- Innenraumgestaltung der St. Josef, Horgen

## Auszeichnungen und Preise
- 1997: Hase in Bronze für Musikerwohnhaus Bienenstrasse, Zürich
- 2000: Die schönsten Schweizer Bücher für Miroslav Sik. Architektur 1988–2012. Quart, Luzern 2012
- 2005: Heinrich-Tessenow-Medaille[9]
- 2015: Auszeichnungen für gute Bauten im Kanton Zug für Alterswohnen Neustadt 2, Zug
- 2025: Prix Meret Oppenheim[10]

## Schüler
siehe Analoge Altneue Architektur

## Assistenten
- Lukas Imhof
- Christoph Mathys
- Daniel Studer

## Bücher
- Alena Hanzlová (Hrsg.): Analoge Architektur. Ausstellungskatalog. Obec Architektů, Prag 1991. OCLC 313617509
- Heinz Wirz (Hrsg.): Miroslav Šik. Altneu. Quart Verlag, Luzern 2000. ISBN 3-907631-01-3 mit Fotografien von Christian Kerez und Beiträgen von André Bideau, Alberto Dell’Antonio, Miroslav Šik und Martin Tschanz
- Heinz Wirz (Hrsg.): Miroslav Sik. Architektur 1988–2012. Quart, Luzern 2012. ISBN 978-3-03761-057-2 mit einem Beitrag von Miroslav Šik